# Сан Хуан (Аржентина)
Вижте пояснителната страница за други значения на Сан Хуан.
Сан Хуа̀н (на испански: San Juan в превод „Свети Иван“) е столицата на едноименната провинция Сан Хуан в Аржентина. Сан Хуан е с население от 112 000 жители (2001). Градът е разположен на 650 м надморска височина. Основан е на 13 юни 1562 г.